# Myles Dillon
Myles Dillon (* 11. Mai 1900 in Dublin; † 18. Juni 1972) war ein irischer Keltologe.

## Leben
Myles Dillon war eines von sechs Kindern des irischen Politikers John Dillon (1851–1927). Der Politiker James Dillon war sein Bruder. Er studierte am University College Dublin bei Osborn Bergin, in Frankreich bei Joseph Vendryes und von 1922 bis 1925 in Deutschland (Bonn, Berlin, Heidelberg) unter anderem bei Rudolf Thurneysen (Bonn), Julius Pokorny (Berlin), Heinrich Zimmer (Heidelberg) und Ferdinand Johann Sommer (Bonn). Insbesondere studierte er Altirisch, Sanskrit und Indoeuropäische Philologie. Seit 1928 lehrte er Sanskrit und vergleichende Philologie am Trinity College (Dublin) und von 1930 bis 1937 am University College Dublin, bevor er in die USA ging, wo er an der University of Wisconsin–Madison und 1946/47 an der University of Chicago lehrte. Außerdem lehrte er in Edinburgh. Danach kehrte er nach Dublin zurück, wo er an der School of Celtic Studies des Dublin Institute for Advanced Studies lehrte und von 1960 bis 1968 dessen Direktor war.
Neben keltischen Studien und populärwissenschaftlichen Werken über die Kelten ging er auch gemeinsamen indoeuropäischen kulturellen Wurzeln von Indern und Kelten am Indian Institute of Advanced Study in Simla nach.
Der Gräzist und Philosoph John M. Dillon ist sein Sohn.
Er war Herausgeber der Zeitschrift Celtica.

## Schriften
- mit Nora Kershaw Chadwick: Die Kelten: von der Vorgeschichte bis zum Normanneneinfall, Kindlers Kulturgeschichte, 1967 (Original: The Celtic Realms, Weidenfeld and Nicholson 1967)
- The Cycles of the Kings, Oxford University Press, 1946, Nachdruck 1994 (Four Courts Press)
- Early Irish Literature, University of Chicago Press, 1948, Nachdruck 1994 (Four Courts Press)
- Herausgeber Early Irish Society, Dublin 1963
- Irish Sagas, Dublin, Published for Radio Éireann by the Stationery Office, 1959
- Lebor na Cert. The Book of Rights, Dublin, Irish Texts Society, 1962 (als Übersetzer und Kommentator)
- Celts and Aryans: Survivals of Indoeuropean Speech and Society, Indian Institute  of Advanced Study, Simla 1975
- mit Donncha Ó Cróinín Teach yourself Irish, English Universities Press, London 1961
- Nominal Predicates in Irish, Halle 1928